# Giorgio Zagnoni
Giorgio Zagnoni (Castel di Casio, 21 maggio 1947) è un flautista italiano.
Si è distinto particolarmente per la sua abilità con il flauto ed è stato definito dalla critica Il flauto magico di Bologna.

## Carriera Artistica
Viene spinto alla carriera musicale dal padre, che all’età di 5 anni inizia a insegnargli le basi della teoria musicale e il solfeggio, per poi indirizzarlo verso l’ottavino. All’età di 10 anni, sempre su pressione del padre, inizia gli studi musicali a Bologna iscrivendosi al Conservatorio G.B. Martini in flauto classico. Sotto la guida del M° Salvatore Alfieri, vince il Premio Dagnini. Per seguire il suo insegnante continua gli studi presso il Conservatorio Cherubini di Firenze dove ottiene, con il massimo di voti e anche la lode, il diploma. La carriera da professionista inizia subito con slancio, e a soli diciotto anni vince il concorso nazionale per Primo flauto presso l’Orchestra Sinfonica della RAI di Milano (oggi assorbita all'Orchestra sinfonica nazionale Rai di Torino). Suona presso la prestigiosa orchestra dal 1965 al 1975, distinguendosi fin da subito con la sua esibizione solistica del Concerto per flauto di Jaques Ibert. Comincia dopo poco ad essere chiamato a suonare per diverse istituzioni italiane ed estere. Fra i concerti celebri, quello tenuto presso la Casa Bianca in occasione del Bicentenario degli Stati Uniti d'America, di fronte al presidente Jimmy Carter, nel 1976. A seguito di molte tournée internazionali, ha suonato in sale prestigiose come la Herkulessaal di Monaco e la Carnegie Hall di New York. Al Teatro La Scala di Milano si è distinto nel Concerto per Flauto e Orchestra di Goffredo Petrassi, mentre presso l'Accademia Santa Cecilia di Roma ha tenuto un concerto nel 1976 e uno nel 1984. Appena ventenne, diventa anche titolare di cattedra presso il Conservatorio G.B. Martini di Bologna, dove ha continuato ad insegnare fino al 2013.

## Riconoscimenti
È considerato dalla critica uno dei più grandi flautisti del mondo. I complimenti di illustri critici e musicologi arricchiscono il suo curriculum con titoli importanti: Giulio Confalonieri e Duilio Courir lo hanno definito il “Flauto Magico da Bologna”, in riferimento all'incantatore dell'opera Il Flauto Magico. È stato lodato anche dalla stampa internazionale.

### Premi
- Premio decennale di Benemerito alla Cultura conferito dal Consiglio dei Ministri
- Premio per il Bicentenario del Tricolore Bandiera d’Italia
- Premio Internazionale I Numeri Uno
- Diapason d’Oro
- Il Nettuno d’Oro- Lions Club Bologna
- Il Quadrivio di Rovigo
- Premio Pentagramma di Abano Terme
- Premio Taormina
- Premio alla Carriera- sotto l’Alto Patrocinio della Presidenza della Repubblica.
- Medaglia commemorativa Arcangelo Corelli conferita insieme al Maestro Sergiu Celibidache
- Nomina per chiara fama Accademico della Regia Accademia Filarmonica
- Premio Internazionale Sebetia-Ter 2020 Edizione XXXVIII[8]
- Cittadinanza onoraria e Premio Città di Porretta Terme- 2005 [9]

## Progetti e Festival
Dagli anni 2000 Giorgio Zagnoni ha iniziato una fortunata carriera come direttore artistico e presidente per varie istituzioni di fama internazionale.
È stato nominato Presidente della Fondazione Accademia Verdi Toscanini (2005) ed è stato Direttore Artistico del Teatro Auditorium Manzoni di Bologna fino al 2021. Dal 2013 al 2021 ha ricoperto anche il ruolo di Presidente dello stesso Teatro, mentre dal 2010 al 2021 è stato Presidente della Filarmonica del Teatro Comunale di Bologna; grazie a questo ruolo, dal 2014, è diventato rappresentante italiano della Sawakami Opera Foundation, con la quale la Filarmonica organizzava annualmente una tournée in Giappone.

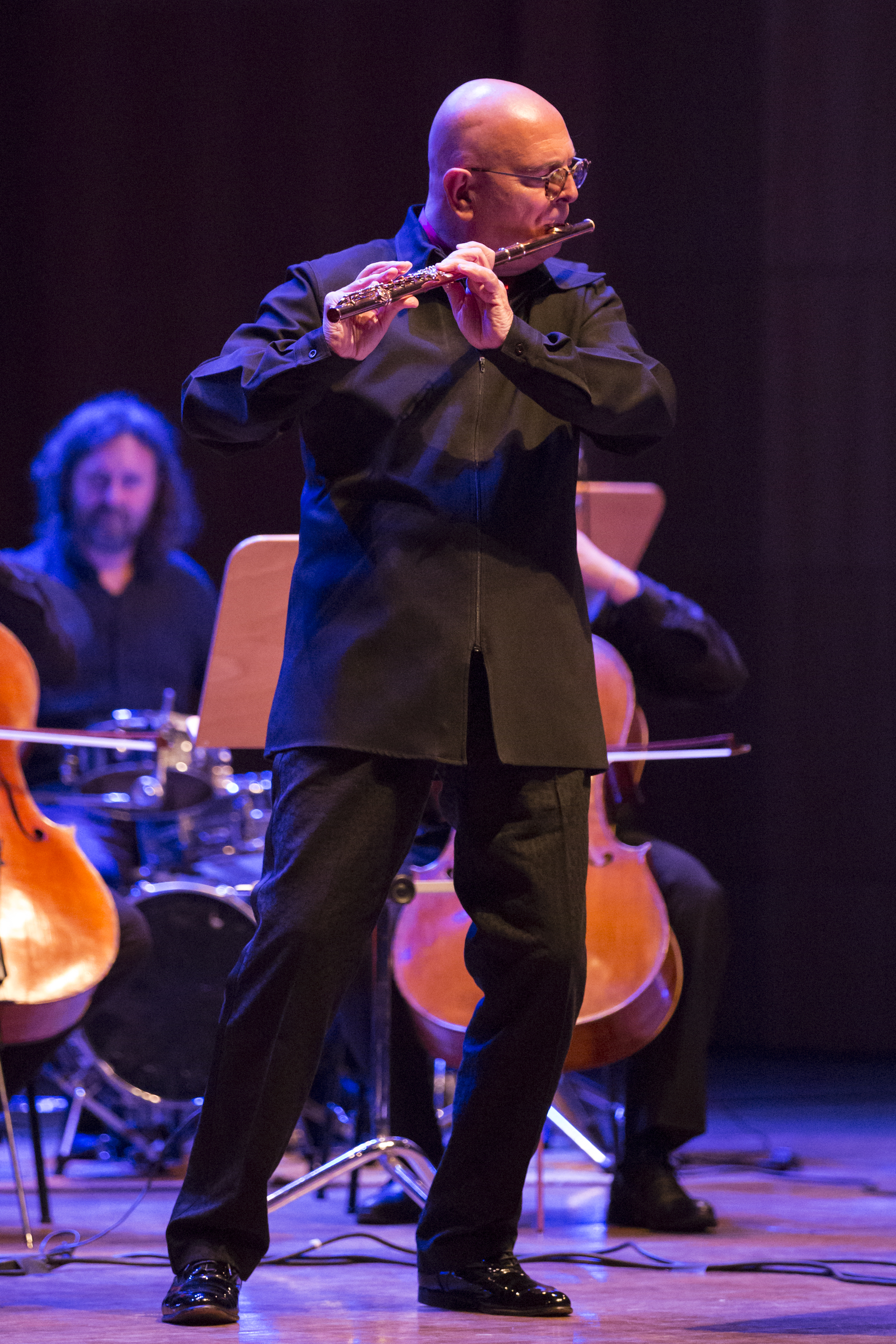
Il M° Giorgio Zagnoni durante un concerto al Teatro Auditorium Manzoni di Bologna

Ha fondato il Bologna Festival (1982) nel quale si è anche esibito, e la Etno Jazz Pan Orchestra, ensemble nel quale si esibisce anche come solista.
È stato Direttore artistico della stagione concertistica Musicalmente Bologna ed è dal 2001 Direttore artistico del Festival Musicale Da Bach a Bartók di Imola .
Nel 2005 ha fondato e diretto la rassegna Musicando...un mondo di suoni, promossa dalla Fondazione del Monte di Bologna e Ravenna, con il patrocinio del Comune di Bologna e della Regione Emilia-Romagna nella quale si è anche esibito con il Giorgio Zagnoni Ensemble. Ha mantenuto il ruolo fino al 2009.
Attualmente è Presidente della Filarmonica del Teatro Comunale di Modena Pavarotti Freni.

## Discografia
- Mozart e Rossini a Bologna- Ed. Max Music. G.Rossini- Fantasia su "Il Guglielmo Tell" di G. Briccialdi- W.A. Mozart- Concerto per flauto e orchestra in D. DUR. K. V. 314. Orchestra da Camera di Bologna.
- Concerto dal vivo- Musiche di A. Piazzolla.
- Welcome Bolling- Ed. Max Music. Suite per flauto, piano jazz, batteria, contrabbasso, Musiche di G. Marco Gualandi e Giorgio Zagnoni.
- Classiche jazz, Concerto dal vivo a Lussemburgo- Ed. Sacem.
- I Concerti per flauto/ Mozart. Ed. Antoniano- Orchestra sinfonica dell'Emilia Romagna "Arturo Toscanini", Direttore: Rudolf Barshai.
- Auditorium Classic, Concerto dal vivo Palazzo dei congressi Bologna. Ed. Pdu- Wüerttembergisches Kammerorchester Heilbronn
- Verdi- Fantasie per flauto e pianoforte, Concerto dal vivo. Ed. Fonti Cetra
- Auditorium Pietro Locatelli. Ed. Pdu.[18]